# Дровянников, Василий Евдокимович
Васи́лий Евдоки́мович Дровя́нников (1 января 1890, село Царский Дар, Майкопский отдел, Кубанская область — 1941, Москва) — оперный певец, солист Большого театра. Член РСДРП(б) (1917), занимался активной революционной деятельностью, один из организаторов советской власти в Майкопском отделе Кубанской области.

## Биография
Родился 1 января 1890 года в селе Царский Дар (ныне село Великовечное Белореченского района Краснодарского края) в семье крестьянина-переселенца из Воронежской губернии Евдокима Дровянко. Помимо младшего Василия в семье было двенадцать детей, проживали крайне бедно в саманной хатке с земляным полом и соломенной крышей. Коренное казачье население традиционно не жаловало приезжих, поэтому еще будучи ребёнком Василий невзлюбил сложившийся на Кубани казачий уклад жизни.
Через некоторое время бедность вынудила Василия покинуть семью и уехать на заработки в Екатеринодар. В областном центре он устроился на завод, здесь же вступил в революционное подполье.
В 1912—1917 годах проходил военную службу, принимал участие в Первой мировой войне.

### Партийная деятельность
В марте 1917 года вступил в партию большевиков при штабной фракции. За агитацию против войны, против июньского наступления в 1917 году был заключен в Луцкий замок, но как председатель полкового комитета взят товарищами на поруки и отпущен. За проведение большевистской агитации посажен в киевскую тюрьму, но восставшими солдатами освобожден.
В октябре 1917 года бежал из Киева на Кубань, прибыл в родное село Царский Дар. В то время там шла предвыборная кампания по выборам в Кубанскую раду. Своим выступлением на съезде в Майкопе подорвал голосование за представителя от богатой верхушки села. В выступлении агитировал против контрреволюционно настроенных организаторов съезда, против военной политики царя, вёл усиленную пропаганду за партию большевиков.
В декабре 1917 года был избран комиссаром села Царский Дар и его окрестностей, где и работал «под страхом смерти среди атаманов и прочей своры».
Был организатором и начальником штаба Коммунистического полка имени В. И. Ленина в Майкопском отделе, созданным для борьбы против Л. Г. Корнилова. Столкновения с войсками Корнилова произошли в 1918 году в районе Некрасовская — Филипповская — Царский Дар.
В районе Владикавказа, будучи больным сыпным тифом, попал в плен и заключен в екатеринодарскую тюрьму. , Так как белогвардейской контрразведке не удалось установить принадлежность Дровянникова к партии большевиков, был отпущен под надзор по болезни. После освобождения скрывался в подполье вплоть до прихода Красной Армии.
В 1920 году работал в Майкопском ревкоме, позже заведующим политбюро Майкопского отдела.
С 1921 года Дровянников работал в Кубано-Черноморской ЧК. В этот период времени проживал в Екатеринодаре в доме № 93 на улице Рашпилевской. Здесь он заведует рабоче-крестьянской инспекцией, издаёт и редактирует газету «Красное знамя» (ныне «Вольная Кубань»).
Через два года был командирован в Сочи, где основал и редактировал газету «Красный Сочи».

### Оперная карьера
Незаурядные вокальные данные Василия Дровянникова начали проявляться с детства. Первым запевалой в семье считался его старший брат Степан, который пел на клиросе храма святителя Николая, но когда густым басом затягивал младший Василий, «люстра в церкви гасла».
Сотрудники по службе в Кубано-Черноморской ЧК также не могли не обратить внимания на талант своего коллеги:

Чаще всего мы собирались в доме № 93 на улице Рашпилевской, где жил в то время Дровянников Василий Евдокимович, будущий знаменитый певец. Выделялся он неиссякаемой энергией, задором. Располагал и своей внешностью — высокий, стройный, с короткими усиками на загорелом лице.
А как он пел! Его мощному басу тесно было в стенах комнатки. Мы до поздней ночи просили его петь русские и украинские песни, которые он очень любил. Песни в его исполнении вызывали в товарищах и светлые слезы, и грусть, и радость. Многие советовали ему посвятить себя профессии артиста, серьезно учиться пению, но он отшучивался…
— Воспоминания бывшей сотрудницы ЧК Кубани Валентины Васильевны Павловой
Кто-то из товарищей в 1925 году попросил профессора Кубанского музыкального училища (теперь Краснодарский музыкальный колледж им. Н. А. Римского-Корсакова) Винченцо Монтиконе-Майна послушать голосистого коллегу. Профессор дал Василию Евдокимовичу следующую рекомендацию: «Тов. Дровянников обладает обширным голосом (басом) с колоссальным диапазоном: внизу от контр-до и вверх до фа-диез включительно, что составляет 18 полных нот и является исключительной редкостью среди вокалистов мира… При соответствующей обработке может стать артистической величиной».
Здесь же в Кубанском музыкальном училище Василий Дровянников впервые начал постигать азы вокального искусства, но ужу через полгода по линии партии он получил направление на учёбу в Московский музыкальный образцовый техникум (класс Г. П. Гандольфи). В столице параллельно с обучением в музыкальном техникуме он работал в правлении Госкино уполномоченным по просмотру сценариев и заведующим первым художественным кино на Арбате, сотрудником орготдела в ЦК РКП(б).
Через два года его перевели в студию Большого театра (класс Е. Чернышевой), а уже 13 сентября 1927 года газета «Известия» писали: «Произошел первый за столетнюю историю театра случай: студийца Дровянникова до окончания им школы в середине сезона зачисляют сверх штата артистом-солистом Большого театра».
В 1927 году нарком просвещения А. В. Луначарский личным распоряжением отправил Василия Евдокимовича на стажировку в Италию в миланский театр «Ла Скала».
Через год Дровянников получил три предложения: стать премьером этой самой знаменитой в мире оперы, отправиться в месячное турне по США с астрономическим гонораром в 25 тысяч долларов и дать 34 концерта в Европе.
Он принял последнее. Гастроли (Рим, Милан, Неаполь, Венеция, Турин, Палермо, Берлин и Париж) прошли блестяще. Возвращение на Родину тоже было триумфальным: «красный Шаляпин», икона молодой советской России, за два месяца объездил с концертами всю страну: от Тбилиси до Владивостока, от Душанбе до родной Кубани.
По возвращении в Советский Союз был принят в оперную труппу Большого театра. Исполнял партии Спарафучилле в «Риголетто» Дж. Верди, Гремина в «Евгении Онегине» П. Чайковского, князя Гудала в «Демоне» А. Рубинштейна. В опере «Тихий Дон» И. Дзержинского пел войскового атамана и, выезжая верхом, объявлял куреню о начале войны с Германией. Однажды лошадь понесла через всю сцену, но бас нашелся: «Казаки, за мной!».
В 1940 году снялся в фильме Камиля Ярматова «Дочь Памира» на Таджикской киностудии сыграл главного героя Абдуло.
Скончался в 1941 году после проведённой в Кремлёвской больнице сложной операции. Похоронен на Донском кладбище в Москве.

## Семья
- Дровянникова-Чернышева, Евгения Болеславовна — супруга.